# Dikoleps marianae
Dikoleps marianae is een slakkensoort uit de familie van de Skeneidae. De wetenschappelijke naam van de soort is voor het eerst geldig gepubliceerd in 1998 door Rubio, Dantart & Luque.